# Ophiozonella insularia
Ophiozonella insularia är en ormstjärneart som först beskrevs av George Richard Lyman 1868.  Ophiozonella insularia ingår i släktet Ophiozonella och familjen Ophiolepididae. Inga underarter finns listade i Catalogue of Life.